# وشم‌های جنگلی
وشم‌های جنگلی (نام علمی: Tinaminae) نام یک زیرخانواده از تیره وشم است.